# Obuwik pospolity

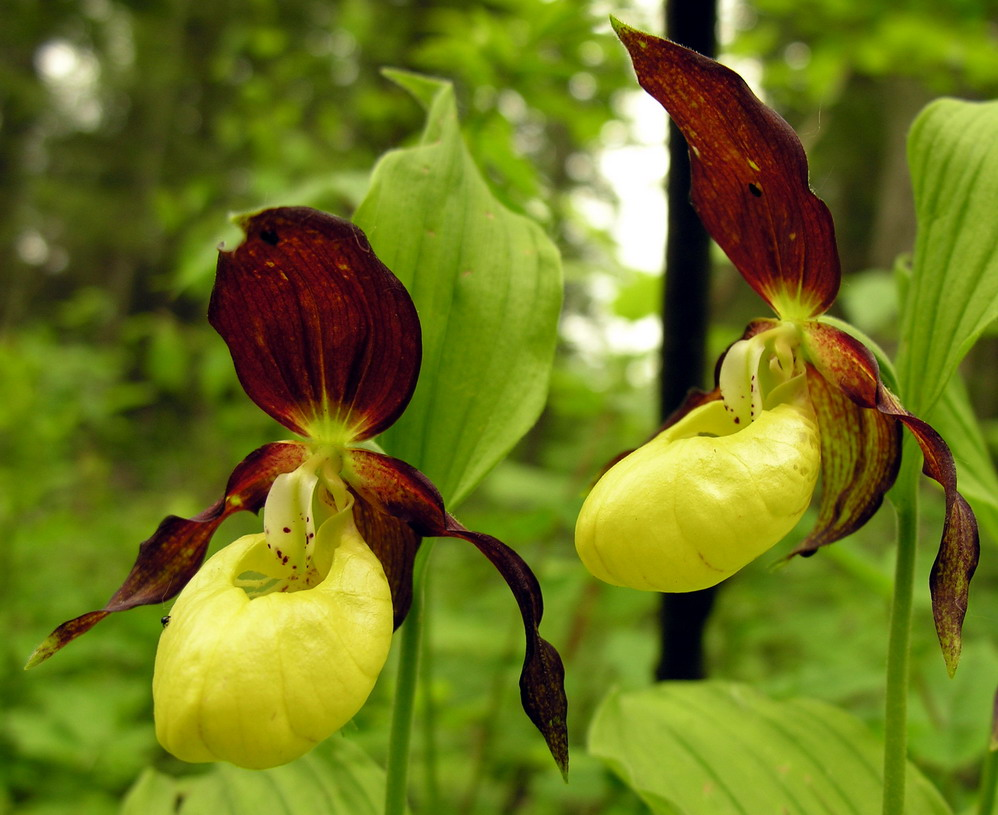
Kwiaty

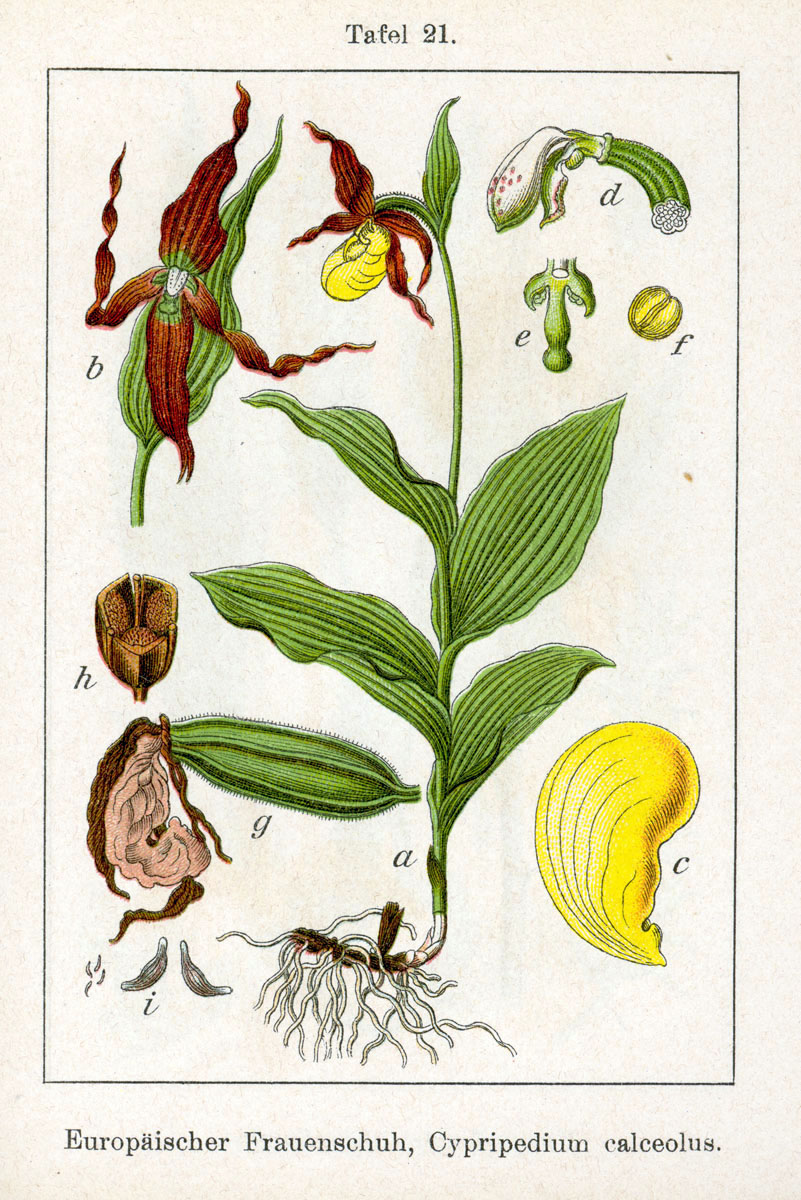
Morfologia

Obuwik pospolity (Cypripedium calceolus L.) – gatunek rośliny z rodziny storczykowatych (Orchidaceae). Polska nazwa obuwik nadana została ze względu na charakterystyczny kształt warżki. Pod nazwą trzewika trzewiczlika roślinę tę opisał polski botanik Jan Krzysztof Kluk.

## Rozmieszczenie geograficzne
Występuje w Azji i w Europie. Jego zasięg obejmuje rozległy obszar od zachodniej i środkowej Europy poprzez Syberię do Korei. Główne centrum występowania znajduje się w Europie, z czego w Polsce znajduje się jedna z większych europejskich populacji. Stanowiska są zazwyczaj pojedyncze i mocno, nierównomiernie rozproszone. Do tej pory stwierdzono jego występowanie w Polsce na około 250 stanowiskach. Na północy największe ich skupienie znajduje się w pasie pojezierzy od Pojezierza Lubuskiego po Pojezierze Suwalskie, na południu w środkowych Sudetach, na Wyżynie Śląskiej, Małopolskiej, Lubelskiej, Roztoczu, na Pogórzu Śląskim, w Kotlinie Żywieckiej, Tatrach i Pieninach.
W Karpatach największe skupienia stanowisk są w Tatrach Zachodnich (kilkanaście stanowisk) i Pieninach (10 stanowisk). W całych Tatrach łącznie obuwik występuje na ponad 40 stanowiskach. W polskich Tatrach główne skupiska obuwika pospolitego znajdują się w Tatrach Zachodnich. Najliczniejsza populacja rośnie w masywie Sarniej Skały na Grześkówkach, na wysokości około 1050 m, oraz w okolicach Końskiego Żlebu w Dolinie Strążyskiej., natomiast najwyżej położone stanowisko zlokalizowano na Upłaziańskiej Kopie (1770 m n.p.m.).
Rozmieszczenie stanowisk jest bardzo nierównomierne i warunkowane jest głównie występowaniem gleb wapiennych. Największe skupisko populacji odnotowuje się w Małopolsce na terenach Niecki Nidziańskiej, Wyżynie Krakowsko-Częstochowskiej, Wyżynie Lubelskiej oraz na Roztoczu. Podczas gdy w innych regionach znane są pojedyncze stanowiska np. na Opolszczyźnie znane jest tylko jedno stanowisko na wyżynie Chełm, a na Nizinie Śląskiej pojedyncza populacja w okolicach Oleśnicy.
W Sudetach stanowiska zgrupowane są w dwóch pasmach: Góry Kaczawskie i pasmo Krowiarki wchodzące w skład Masywu Śnieżnika. Obecnie stwierdzony tylko w kilku miejscach m.in. góra Połom, Miłek i Wapniki w Górach Kaczawskich oraz Wapniarka, Skowronek, Słupiec i Wzgórza Mielnickie w paśmie Krowiarek.

## Morfologia
ŁodygaWzniesiona, osiągająca wysokość 30–60 cm. Wyrasta z podziemnego, pełzającego, poziomego kłącza, czasami tworzącego ramety. Czasami tworzy kępy.
Liście4–5 siedzących, szerokoeliptycznych, podłużnie sfałdowanych i pochwiasto obejmujących łodygę. Mają długość 11–19 cm,  szerokość 5–11 cm i dobrze widoczne użyłkowanie.
KwiatyNa szczycie łodygi zwykle 1, czasem 2-3 duże kwiaty wyrastające na szypułkach o długości do 15 mm. Listki okwiatu (z wyjątkiem warżki) są czerwonobrunatne i odstające, ale spotykane są osobniki o wszystkich listkach żółtych. Środkowy listek okółka zewnętrznego o rozmiarach 35-50 × 17 mm skierowany jest ku górze, dwa pozostałe listki okółka zewnętrznego zrosły się, tworząc jeden listek skierowany w dół. W okółku wewnętrznym dwa listki  o długości 40–60 mm skierowane są do dołu i często spiralnie skręcone. Warżka o długości 30–40 mm jest trzewikowato skręcona i krótsza od pozostałych listków okwiatu. W nasadzie ma czerwone plamki i posiada wąskie wejście o cytrynowożółtej barwie. Wydziela słodki zapach. Prętosłup ma 2 płodne pręciki i jeden prątniczek o długości 10 mm zakrywający tarczowate znamię słupka.
OwocWalcowata i owłosiona torebka zawierająca liczne (od 6 do 17 tys.) i bardzo drobne nasiona. Osadzona jest na szypule o długości 10–20 mm.

## Biologia
Bylina, geofit. W Polsce kwitnie od drugiej połowy maja do czerwca, pierwszy raz dopiero po 6-8 latach rozwoju. Kwiaty należą do tzw. kwiatów pułapkowych. Wymagają zapylenia krzyżowego. Zapylane są przez samiczki z rodzajów pszczolinka (Andrena), smuklik (Halictus) i pseudosmuklik (Lasioglossum), które zwabione barwą i zapachem kwiatów wchodzą do środka rozdętej warżki. Wydostając się z niej zabierają ze sobą pyłek lub dokonują zapylenia pyłkiem przyniesionym z innego kwiatu. Nie wydzielają co prawda nektaru, jednak w głębi warżki znajdują się jadalne włoski, równocześnie wskazujące owadom jedyną drogę, którą mogą wydostać się z pułapki. Procent zawiązanych owoców jest mniejszy od przeciętnego. Badania terenowe przeprowadzone na tatrzańskiej populacji obuwika wykazały, że zakwita od 20-70% pędów i w większości kwiatów nie zawiązują się owoce. Tak więc tylko na 20% pędów powstają owoce.
Kiełkowanie nasion jest ściśle uzależnione od obecności w glebie grzybów z rodziny podstawczaków, z którymi roślina zawiązuje mikoryzę. Nasiona obuwika, posiadające skrajnie mało materiału zapasowego, aby wykiełkować muszą odpowiednio wcześnie połączyć się z grzybnią, przez którą pobierają od grzyba środki odżywcze. Przez pierwsze 3-4 lata rozwój rośliny przebiega w glebie wyłącznie kosztem grzyba. Po wykształceniu korzeni i kłącza grzybnia przenika do ich wnętrza, żyjąc dalej w symbiozie z rośliną.
Obuwik jest rośliną długowieczną. Przeciętnie żyje ok. 30 lat, ale niektóre osobniki mogą dożywać wieku nawet ponad 100 lat.
Liczba chromosomów 2n = 20.

## Ekologia
Rośnie głównie na glebach wapiennych i próchnicznych w zaroślach i lasach, głównie w buczynach i grądach. Lasem charakterystycznym dla obuwików są ciepłolubne buczyny storczykowe, występujące głównie w Małopolsce, Sudetach i pojedynczo na Pojezierzu Gdańskim i wyspie Wolin. Gatunek ekotoniczny, często rosnący na granicy lasu i trawiastego obszaru (np. polany czy obrzeża lasu). Oprócz lasów i ektonów gatunek często spotykany na murawach kserotermicznych (m.in. na Ponidziu w rezerwatach Wały, Kalina-Lisiniec) i torfowiskach (m.in. Dolina Rospudy, Polesie).
W Europie pionowa granica zasięgu wynosi 0–2200 m n.p.m., w Polsce najwyżej położone stanowisko znajduje się w Tatrach na Wielkim Kopieńcu (1280 m). Populacje liczą przeważnie od kilkunastu do kilkudziesięciu osobników, ale w populacji nad Końskim Żlebem w Tatrach w 2007 było około 200 pędów, a na wschodnim stoku Sarniej Skały 249 pędów. Gatunek wyróżniający dla Fagus sylvatica-Cypripedium caleolus.
Gatunek znosi duże zacienienie (od 0–70%, a miejscami nawet do 90%) a także może rosnąć na dużych nachyleniach terenu. Preferuje gleby suche i świeże, średnio zasobne w składniki (mezotroficzne), najczęściej o odczynie zasadowym, rzadziej obojętnym i kwaśnym.

## Zagrożenia i ochrona
Obuwik zagrożony jest pozyskaniem roślin ze stanowisk naturalnych do upraw, zrywaniem kwiatów, niszczeniem siedlisk. Czerwona lista roślin i grzybów Polski (2006, 2016) określa ten gatunek jako narażony na wyginięcie V (VU). Wymieniony także w Polskiej czerwonej księdze roślin jako gatunek narażony VU (vulnerable). W niektórych krajach (np. Wielka Brytania) został prawie wytępiony przez kolekcjonerów i hodowców roślin. W Polsce gatunek podlega ścisłej ochronie gatunkowej.
Obrót handlowy obuwikiem jest ograniczony; gatunek wymieniony został w załączniku II konwencji CITES. Wymieniony jest także w załącznikach dyrektywy siedliskowej jako gatunek wymagający ochrony w krajach członkowskich Unii Europejskiej w sieci Natura 2000.
Pomimo wielu czynników zagrażających obuwikowi, na początku XXI wieku odnaleziono stanowiska na terenach, gdzie gatunek był przez długi czas uznawany za wymarły. Odnaleziono po ponad 80 latach jedyne stanowisko na Nizinie Śląskiej w okolicach Oleśnicy oraz stanowisko w Bieszczadach, które było ostatni raz odnotowane przed II wojną światową.
Chroniony w kilku parkach narodowych (m.in. Tatrzańskim, Pienińskim, Białowieskim, Poleskim, Bieszczadzkim) oraz wielu rezerwatach (m.in. Opalonki, Dąbie, Góra Miłek, Wąwóz Homole, Polana Polichno, Wały, Segiet, Huby Grzebieniskie, Gaj, Michałowiec, Sterczów-Ścianka, Biała Góra, Złota Góra, Krzemionki Opatowskie). Jako że jest to gatunek priorytetowy wytycza się dla niego obszary ochrony siedlisk Natura 2000 m.in. Góry i Pogórze Kaczawskie, Pasmo Krowiarki, Ostoja Popradzka, Obuwik w Uroczysku Świdów, Roztocze, Żurawce, Wały, Dolina Dolnej Wisły).